# Bastet
| W1 | X1 · X1 |

| W1 | X1 · X1 |

| S29 | G29 | W1 | X1 · X1 |

| S29 | G29 | W1 | X1 · X1 |

Bastet ist die in der ägyptischen Mythologie als Katzengöttin dargestellte Tochter des Sonnengottes Re.

## Darstellung
Bastet wurde in den Pyramidentexten im Alten Reich als Frau mit dem Kopf einer Löwin und mit Anch und Sistrum in der Hand dargestellt, wodurch sie leicht mit Menhit, Sachmet oder Thermutis zu verwechseln ist. Später erfolgte ihre Darstellung als sitzende Katze.

## Bedeutung
Bei den Ägyptern wurde sie als Göttin der Fruchtbarkeit verehrt, die oft als Katze oder Frau mit Katzen- oder Löwenkopf dargestellt wird. Als Göttin der Fruchtbarkeit und der Liebe fungiert Bastet auch als Beschützerin der Schwangeren. Sie ist auch Göttin der Freude, des Tanzes, der Musik und der Feste. Dabei wurde Bastet im Laufe der Zeit mehr und mehr als komplementärer Gegensatz zu Sachmet angesehen. Während Bastet als freundlich und beschützend galt, repräsentierte Sachmet Wut und Gefahr. Jaromír Málek geht davon aus, dass Bastet und Sachmet letztlich als zwei Formen ein und derselben Gottheit gedacht wurden.
In Bubastis wurde Bastet als Gemahlin bzw. laut den Sargtexten als Tochter des Re bzw. Atum verehrt und trug dort wie anderswo oft das Epitheton Auge des Re bzw. Auge des Atum. Anderen Überlieferungen zufolge gilt sie als Tochter von Nefertem. Bastet war zudem die Mutter des Löwengottes Mahes. Erwähnung findet sie auch als Mutter des Anubis. Neben Bastet wurden allerdings zeitweise auch Isis, Nephthys oder Hesat als Mutter des Anubis angesehen.
Bastet wurde im Alten Reich mit der Göttin Hathor und zu dieser Zeit in Memphis auch mit der Göttin Sachmet gleichgesetzt. Im Mittleren Reich erfolgte eine Gleichsetzung mit der Göttin Mut. Vom griechischen Historiker Herodot wurde Bastet, die er Bubastis nennt, mit der Göttin Artemis gleichgesetzt.

## Kult und Kultorte
Die Verehrung von Bastet ist bereits für das Alte Reich dokumentiert. So tauchte sie bereits im Grabmal des Chephren, einem Pharao der 4. Dynastie, auf. Eine Darstellung von ihr ziert das Nordtor des Grabmals, während auf dem Südtor Hathor abgebildet ist. Das Zentrum von Bastets Kult war Bubastis. Dabei ist der Name Bubastis die gräzisierte Form des altägyptischen Stadtnamens Per-Bastet, was auf Deutsch übersetzt Haus der Bastet bedeutet. Während der Dritten Zwischenzeit ließ Osorkon I. dort den Tempel der Bastet erheblich erweitern, was ihre Popularität nochmals steigerte. Die Verehrung von Bastet blieb stets populär und erreichte schließlich während der griechisch-römischen Zeit einen späten Höhepunkt.
Als Kult ist die Opferung von zu diesem Zweck mumifizierten Katzen bekannt. Die Priester der Bastet zogen Katzen auf und boten diese der Bevölkerung zu Opferzwecken an. Die Mehrheit der in den speziell für den Zweck der Katzen-Opferung verwendeten Grabkammern gefundenen Katzen wurde im Alter von 2 bis 4 bzw. 9 bis 12 Monaten getötet und anschließend dem Prozess der Mumifizierung unterzogen. Allerdings sind diese Katzenmumien oftmals nicht komplett erhalten, was eventuell dadurch erklärt werden könnte, dass zu religiösen Zwecken ungleich mehr einbalsamierte Katzenkörper notwendig waren, als normalerweise Menschen mumifiziert wurden. Daher könnte die vollständige Konservierung des Leichnams nicht das Hauptaugenmerk der Priester gewesen sein. Je nachdem, wie viel der Käufer bezahlte, bekam er von den Priestern entweder eine große Mumie ausgehändigt oder eine kleine. Wollte der Gläubige der Göttin Bastet besonders gefallen, kaufte er gleich mehrere Katzen auf einmal, bemalte die Katzen-Mumien aufwendig oder opferte sie in speziell geformten Särgen.

„Wenn in einem Hause eine Katze stirbt, scheren sich alle Hausbewohner die Augenbrauen ab […]. Die toten Katzen werden nach der Stadt Bubastis gebracht, einbalsamiert und in heiligen Grabkammern beigesetzt.“

Laut zeitgenössischen Quellen soll die Tötung einer Katze außerhalb des sakralen Bezirks angeblich ein todeswürdiges Kapitalverbrechen gewesen sein, das hart verfolgt wurde. Ob diese Behauptungen den historischen Tatsachen entsprechen, ist innerhalb der heutigen Forschung allerdings umstritten.
Zweimal jährlich wurde in Bubastis das von Rausch, Musik und Ausschweifungen geprägte Bastet-Fest (auch Schönes Fest der Trunkenheit) für Bastet gefeiert („Bubasteia“). Es war eines der größten und populärsten Feste im Alten Ägypten. Die zum Fest pilgernden Männer und Frauen konsumierten bereits auf dem Weg dorthin große Mengen Bier und Wein. Während des Fests wurde das Bildnis von Bastet aus ihrem Tempel gebracht und in einem transportablen Schrein dem gewöhnlichen Volk präsentiert. Ableger des Festes sind auch für andere Orte Ägyptens bezeugt; z. B. in Esna, Theben und Memphis. Herodot, der einem Bastet-Fest beiwohnte, schätzte die Anzahl der Teilnehmenden auf 700.000.

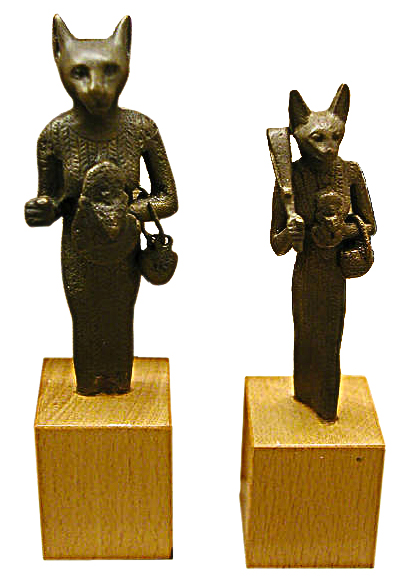
Statuetten der Bastet in Frauenfigur
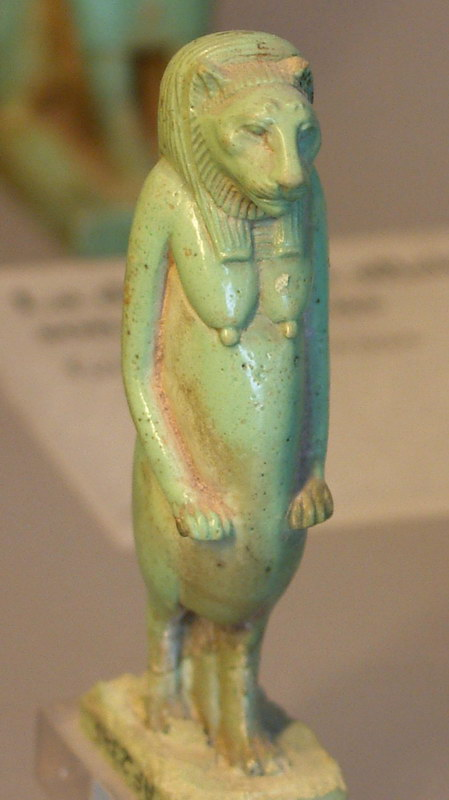
Bastet mit Ähnlichkeiten als Sachmet
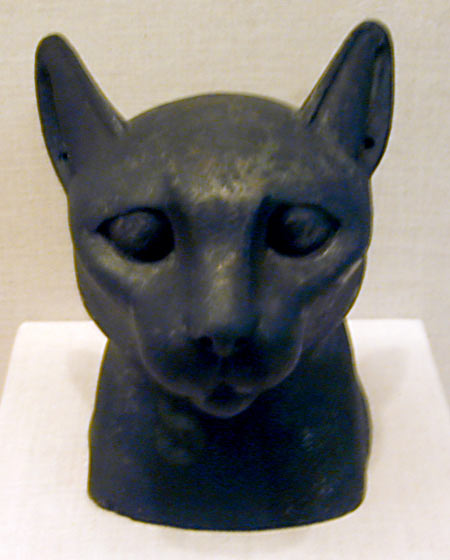
Mumienmaske einer Katze (Oriental Institute Museum at the University of Chicago)
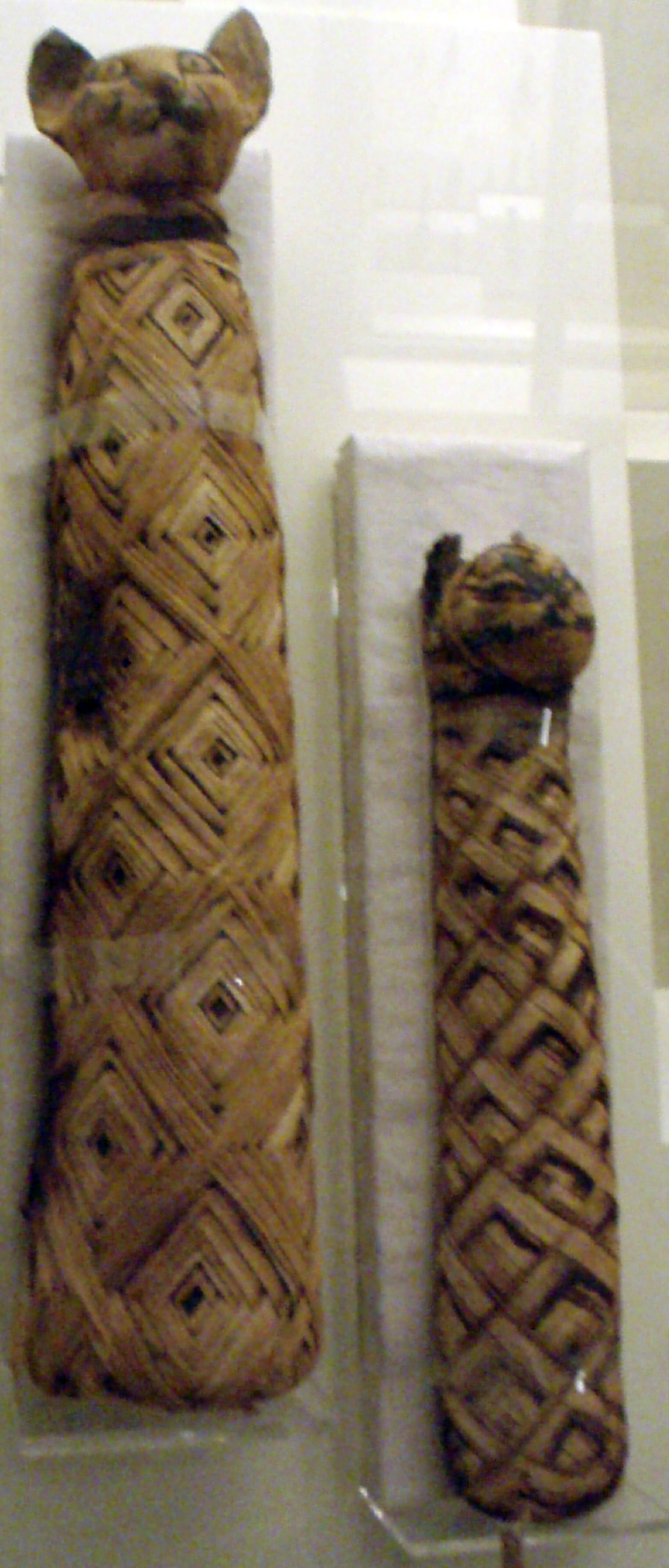
Zwei Katzenmumien (Royal Ontario Museum)
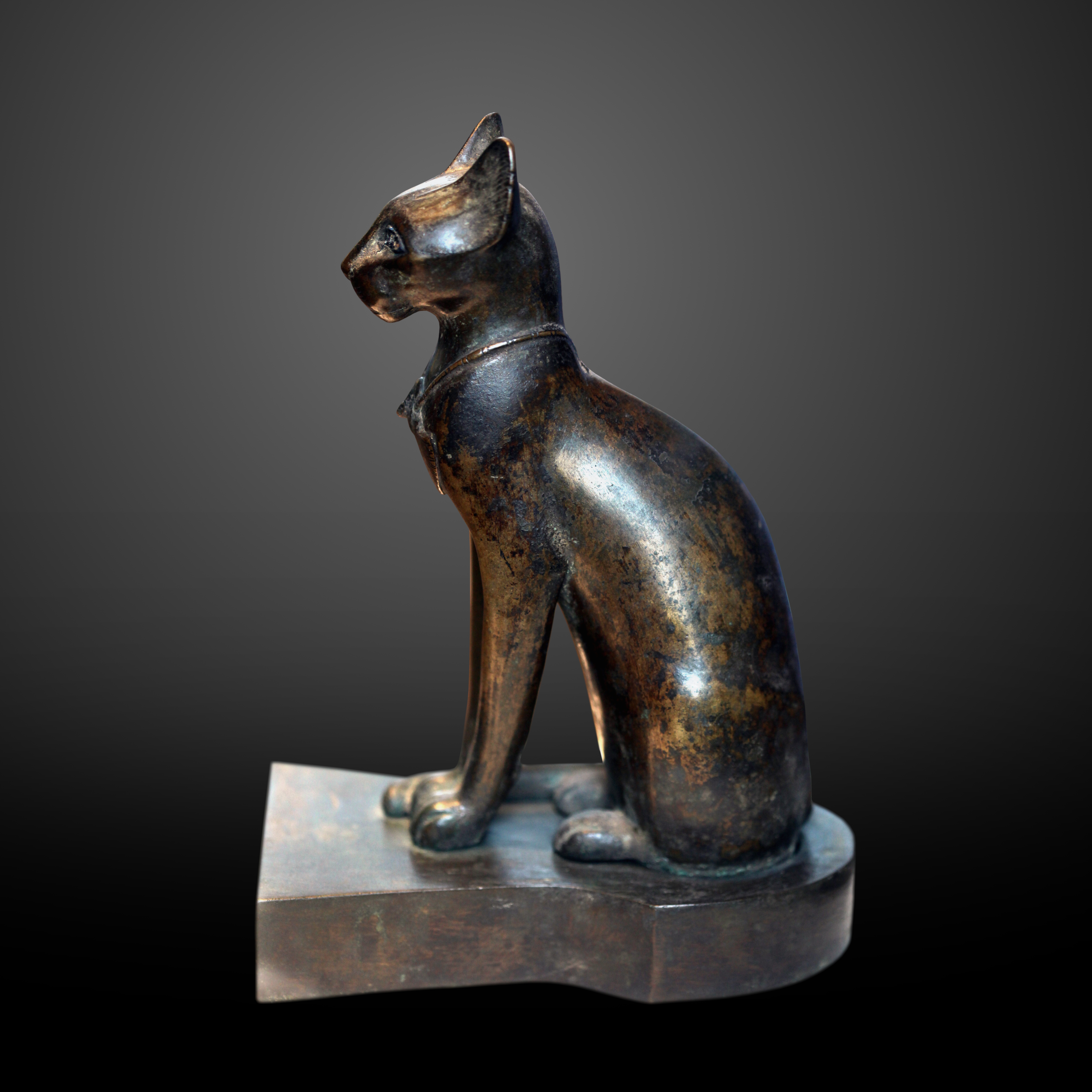
Bronzestatue aus dem Louvre (Paris)
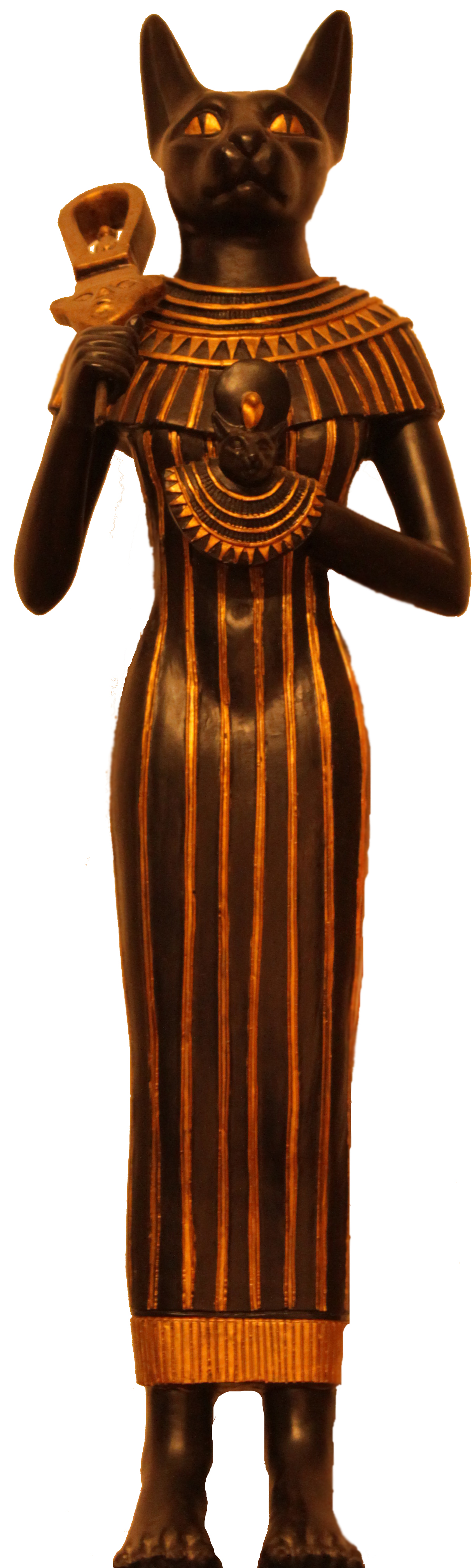
Die Göttin Bastet als Dame mit dem Haupt einer Katze, moderne Statuette nach antikem Vorbild